# Kathryn Eastwood
Kathryn Eastwood (Monterey, California, Estados Unidos, 2 de febrero de 1988), también conocida como Kathryn Reeves es una actriz y guionista estadounidense.

## Biografía
Es la hija del actor y director Clint Eastwood y de Jacelyn Reeves, la azafata con la que Clint Eastwood tuvo un romance y un hijo además de Kathryn, el también actor Scott Eastwood (1986). También es el medio hermano por parte de padre de Laurie Murray (1954), Kimber Lynn Eastwood (1964), Kyle Eastwood (1968), Alison Eastwood (1972), Francesca Fisher Eastwood (1993) y Morgan Eastwood (1996).

## Trayectoria
Ella estaba interesada en actuar desde pequeña debido a la influencia de su familia y ha aparecido varias veces en las películas de su padre.
Kathryn Eastwood ha interpretado y ha escrito diferentes películas. Comenzó su carrera en 2014. Ella había escrito una película sobre Jersey Boys y había desempeñado un pequeño papel en ella. En 2014 Kathryn apareció en la película  Mr. and Mrs. Muse: Retribution. Kathryn había retratado el papel de 'Lily' en la película dramática  House Slave. Más tarde en 2016, apareció en la película  Virus of the Dead. El mismo año apareció en el cortometraje Thick Water and Candles. 